# Доња Студена
Доња Студена је насељено место у градској општини Нишка Бања на подручју града Ниша у Нишавском округу. Према попису из 2022. било је 218 становника (према попису из 1991. било је 384 становника).
Према турском попису нахије Ниш из 1516. године, место је било једно од 111 села нахије и носило је исти назив као данас, а имало је 22 куће, 4 удовичка домаћинства, 5 самачка домаћинства.
Овде се налази Големо врело.

## Саобраћај
До Доње Студене се може доћи приградском линијом 21 ПАС Ниш - Нишка Бања - Јелашница - Чукљеник - Доња Студена - Горња Студена.

## Демографија
У насељу Доња Студена живи 244 пунолетна становника, а просечна старост становништва износи 46,8 година (46,8 код мушкараца и 46,7 код жена). У насељу има 91 домаћинствo, а просечан број чланова по домаћинству је 2,40.
Ово насеље је углавном насељено Србима (према попису из 2002. године), а у последња три пописа, примећен је пад у броју становника.
|  |

| Демографија | Демографија | Демографија |
| Година      | Становника  | Становника  |
| ----------- | ----------- | ----------- |
| 1948.       | 730         |             |
| 1953.       | 761         |             |
| 1961.       | 693         |             |
| 1971.       | 537         |             |
| 1981.       | 466         |             |
| 1991.       | 384         | 370         |
| 2002.       | 324         | 324         |
| 2011.       | 290         |             |
| 2022.       | 218         |             |

| Етнички састав према попису из 2002.‍ | Етнички састав према попису из 2002.‍ | Етнички састав према попису из 2002.‍ | Етнички састав према попису из 2002.‍ | Етнички састав према попису из 2002.‍ |
| ------------------------------------ | ------------------------------------ | ------------------------------------ | ------------------------------------ | ------------------------------------ |
|                                      |                                      |                                      |                                      |                                      |
| Срби                                 | Срби                                 |                                      | 291                                  | 89,81%                               |
| Роми                                 | Роми                                 |                                      | 29                                   | 8,95%                                |
| Југословени                          | Југословени                          |                                      | 1                                    | 0,30%                                |
| непознато                            | непознато                            |                                      | 1                                    | 0,30%                                |

| Година пописа     | 1948. | 1953. | 1961. | 1971. | 1981. | 1991. | 2002. |
| ----------------- | ----- | ----- | ----- | ----- | ----- | ----- | ----- |
| Број домаћинстава | 157   | 162   | 164   | 157   | 149   | 135   | 131   |

| Број чланова      | 1  | 2  | 3  | 4  | 5 | 6 | 7 | 8 | 9 | 10 и више | Просек |
| ----------------- | -- | -- | -- | -- | - | - | - | - | - | --------- | ------ |
| Број домаћинстава | 34 | 45 | 23 | 21 | 3 | 3 | 2 | 0 | 0 | 0         | 2,47   |

| Пол    | Укупно | Неожењен/Неудата | Ожењен/Удата | Удовац/Удовица | Разведен/Разведена | Непознато |
| ------ | ------ | ---------------- | ------------ | -------------- | ------------------ | --------- |
| Мушки  | 147    | 40               | 91           | 13             | 3                  | 0         |
| Женски | 143    | 15               | 90           | 34             | 4                  | 0         |
| УКУПНО | 290    | 55               | 181          | 47             | 7                  | 0         |

| Пол    | Укупно                    | Пољопривреда, лов и шумарство | Рибарство                            | Вађење руде и камена | Прерађивачка индустрија       |
| ------ | ------------------------- | ----------------------------- | ------------------------------------ | -------------------- | ----------------------------- |
| Мушки  | 65                        | 3                             | 0                                    | 0                    | 18                            |
| Женски | 23                        | 1                             | 0                                    | 0                    | 7                             |
| УКУПНО | 88                        | 4                             | 0                                    | 0                    | 25                            |
| Пол    | Производња и снабдевање   | Грађевинарство                | Трговина                             | Хотели и ресторани   | Саобраћај, складиштење и везе |
| Мушки  | 22                        | 2                             | 2                                    | 0                    | 2                             |
| Женски | 2                         | 0                             | 4                                    | 0                    | 0                             |
| УКУПНО | 24                        | 2                             | 6                                    | 0                    | 2                             |
| Пол    | Финансијско посредовање   | Некретнине                    | Државна управа и одбрана             | Образовање           | Здравствени и социјални рад   |
| Мушки  | 0                         | 3                             | 1                                    | 1                    | 1                             |
| Женски | 0                         | 1                             | 0                                    | 3                    | 5                             |
| УКУПНО | 0                         | 4                             | 1                                    | 4                    | 6                             |
| Пол    | Остале услужне активности | Приватна домаћинства          | Екстериторијалне организације и тела | Непознато            | Непознато                     |
| Мушки  | 5                         | 0                             | 0                                    | 5                    | 5                             |
| Женски | 0                         | 0                             | 0                                    | 0                    | 0                             |
| УКУПНО | 5                         | 0                             | 0                                    | 5                    | 5                             |